# Termate
La termate-TH3 (o termate) è una composizione pirotecnica incendiaria, una variante chimica della termite appositamente studiata per granate incendiarie di uso militare. Il principale componente della termate è la termite, con aggiunta di zolfo e nitrato di bario, entrambi permettono di aumentare la temperatura di combustione, creano una fiamma quando bruciano e permettono di ridurre significativamente la temperatura di innesco.
Le percentuali per la composizione della termate-TH3 sono:
- 68,7% di termite
- 29,0% di nitrato di bario
- 2,0% di zolfo
- 0,3% di legante (acrilonitrilpolibutadiene)